# 이노부탄 왕국
이노부탄 왕국(일본어: イノブータン王国)은 일본 와카야마현 스사미정이 인구감소대책및 관광자원 개발, 마을부흥등의 홍보전략으로서 내건 미니국가이다. 일종의 설정 국가로서 지자체의 시설물들을 독립국가의 기관과 연관지어 명명하는등, 상당히 공을 들인 모습을 보인다. 약칭은 이부 왕국이다.

## 개요
1986년 3월 4일에 당시 총리인 나카소네 야스히로에게 건국선언문을 전달하고, 다음 날인 3월 5일에는 당시의 통산산업대신인 와타나베 미치오과 통상우호조약을 체결하는 등의 쇼를 보여준다. 당시의 외무성은 이노부탄이라는 국명이 실존 국가인 부탄의 이미지를 실추시킬 수 있다는 우려의 뜻을 나타냈다.